# Pussy Riot: Una pregària punk
Pussy Riot: Una pregària punk (títol original en rus, Показательный процесс: История Pussy Riot; transcrit com a Pokazatelni protsess: Istoria Pussy Riot) és un documental del 2013 de Mike Lerner i Maxim Pozdorovkin. La pel·lícula segueix els casos judicials sobre el grup de protesta punk-rock feminista antiputinista rus Pussy Riot. La pel·lícula presentava imatges disponibles públicament dels procediments judicials i entrevistes amb les famílies dels membres de la banda, però no entrevistes amb els mateixos membres de la banda. S'ha doblat i subtitulat al català.
Posteriorment, la cadena HBO va comprar els drets de televisió dels Estats Units de la pel·lícula. La pel·lícula es va emetre a HBO el 10 de juny de 2013.
La BBC va emetre la pel·lícula el 21 d'octubre de 2013 al programa de documentals Storyville. Les crítiques han estat generalment positives.